# Oxford Standard for Citation of Legal Authorities
Der Oxford Standard for Citation of Legal Authorities (Abkürzung OSCOLA) ist das moderne Standardwerk zur rechtswissenschaftlichen Zitationsweise im Vereinigten Königreich. Die große Zahl der Gerichte und Universitäten richten sich nach ihm. Unter den Verlagen verwenden Oxford University Press, Hart Publishing, Edward Elgar Publishing, Taylor & Francis, de Gruyter, Brill, Merkourios und Emerald OSCOLA. OSCOLA wurde im Jahr 2000 von Peter Birks von der University of Oxford entwickelt und liegt seit 2010 in der 4. Auflage vor.
Alternative Modelle bietet in den Vereinigten Staaten das ALWD Citation Manual und das Bluebook, in Australien der Australian Guide to Legal Citation und der McGill Guide in Kanada. 